# Icelandair
Icelandair is de nationale luchtvaartmaatschappij van IJsland, gevestigd op Reykjavík Airport in Reykjavik. Het is onderdeel van de Icelandair Group en biedt lijnvluchten naar bestemmingen aan beide zijden van de Atlantische Oceaan vanaf haar hubs Keflavik International Airport en Reykjavik Domestic Airport. De geografische ligging van IJsland maakt het aanbieden van one-stop trans-Atlantische vluchten mogelijk. Een van de pilaren van de strategie van de luchtvaartmaatschappij, naast het vervoer van, naar en binnenin het land zelf.

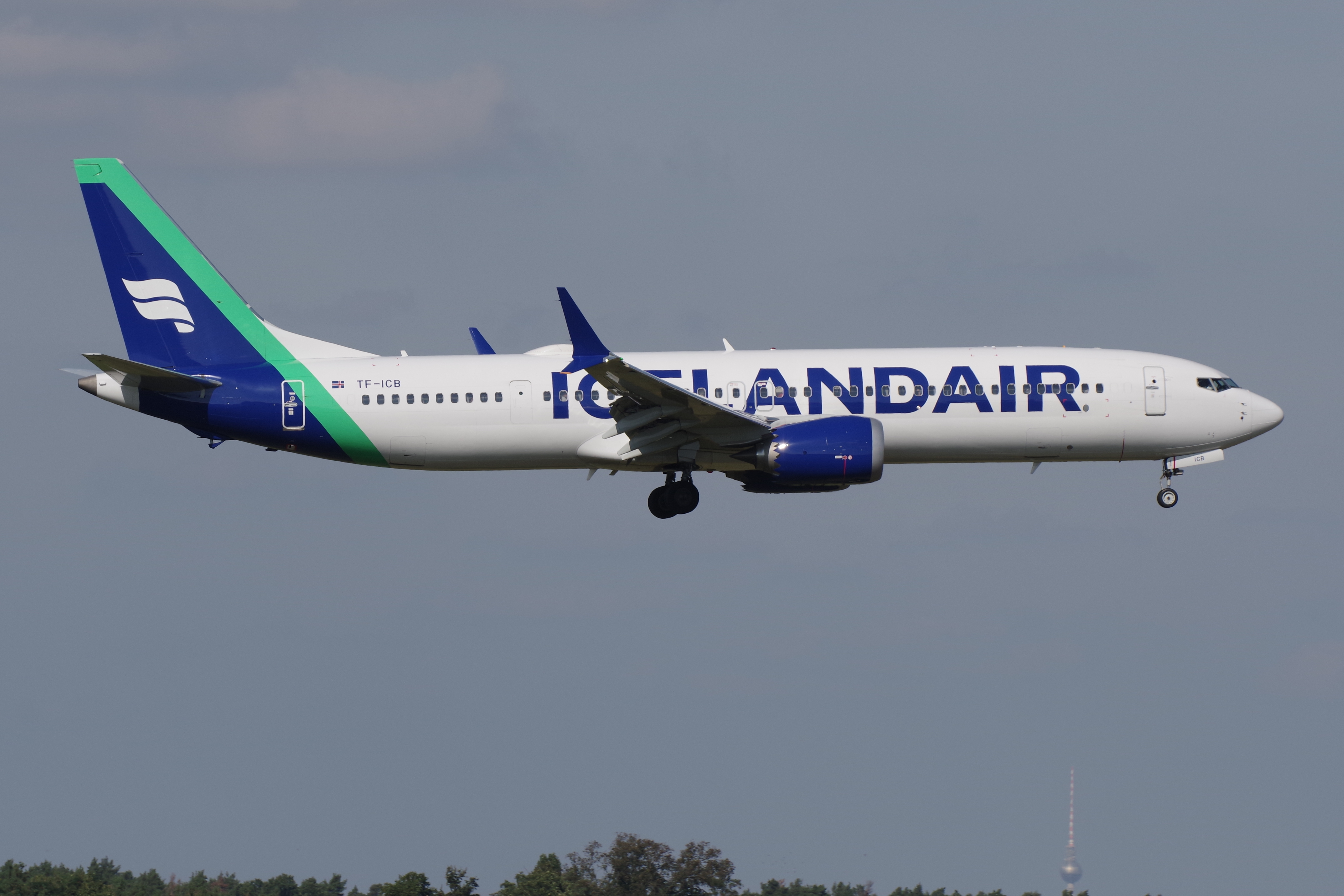
Icelandair Boeing 737 MAX 9

## Geschiedenis
De luchtvaartmaatschappij werd in 1937 gesticht onder de naam Flugfélag Akureyrar en had haar basis toen in Akureyri, een stad in het noorden van IJsland. In 1943 verhuisde de luchtvaartmaatschappij naar de hoofdstad Reykjavik, waarbij haar naam veranderde in Flugfélag Íslands.

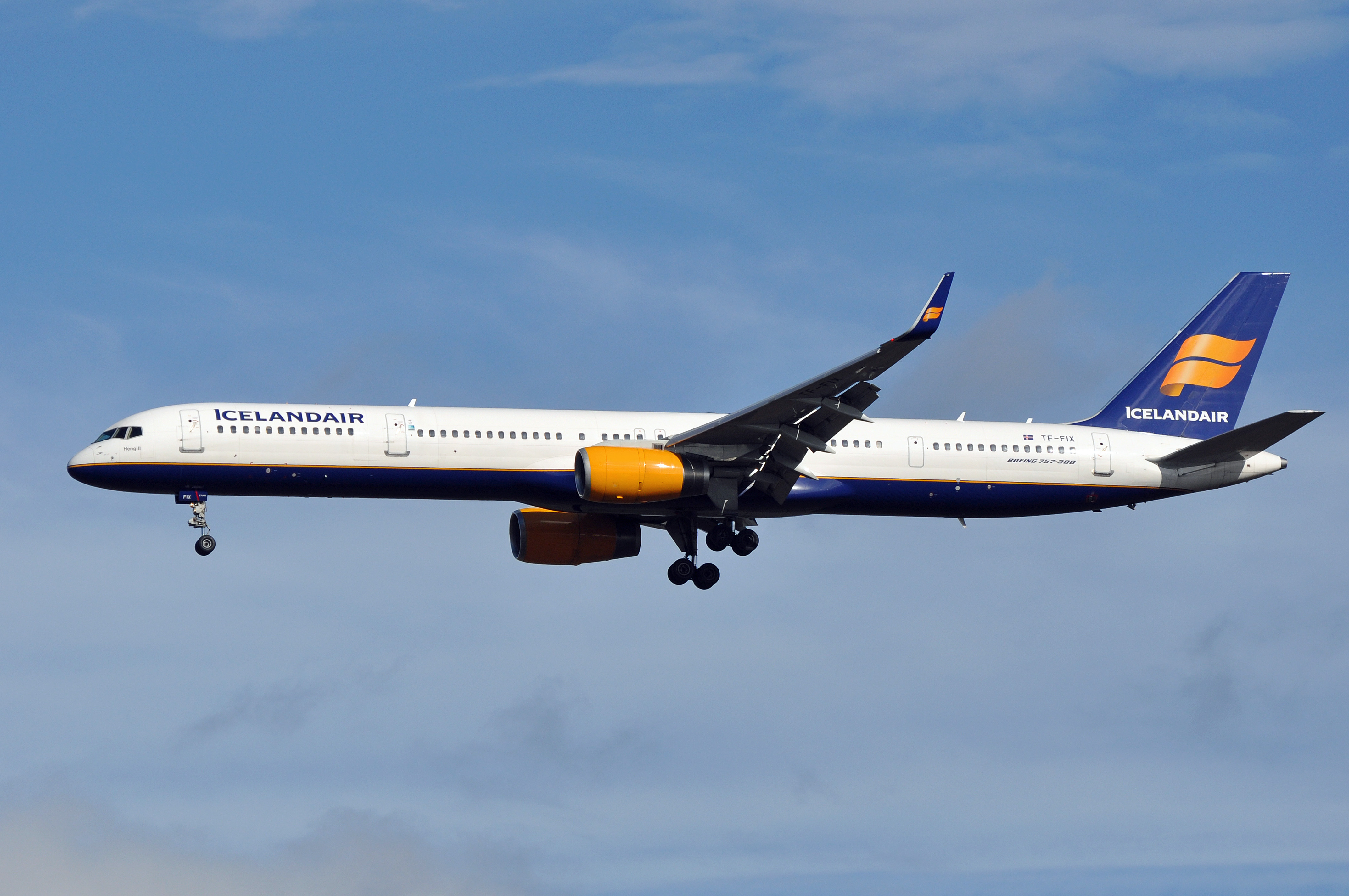
Icelandair Boeing 757-300

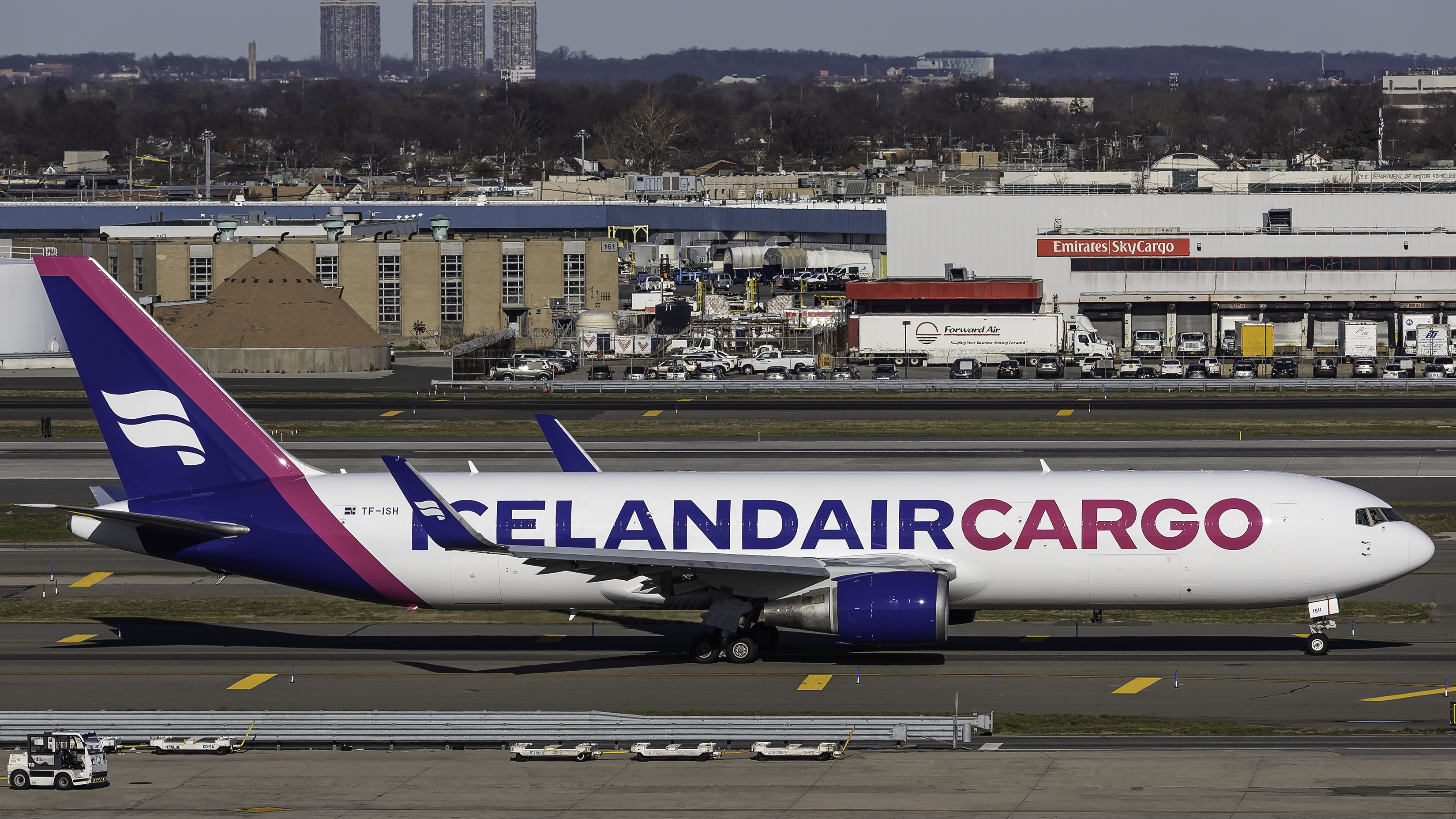
Icelandair Boeing 767-300ER(BCF)

In 1944 kreeg Flugfélag Íslands concurrentie van een nieuwe luchtvaartmaatschappij, Loftleiðir, ook bekend onder de naam Icelandic Airlines. In 1945 begon Flugfélag Íslands met vluchten naar Largs in Schotland, de eerste internationale bestemming voor een IJslandse luchtvaartmaatschappij. Ze gebruikten een watervliegtuig, de Consolidated Catalina, voor deze vluchten. In 1947 begon ook Loftleiðir met internationale vluchten. In 1953 begon Loftleiðir met vluchten naar Noord-Amerika.
In 1973 fuseerden de twee maatschappijen. Aanvankelijk werd voor het nieuwe bedrijf de naam Flugleiðir gebruikt, een combinatie van de namen van de oorspronkelijke bedrijven. In 1979 werd de naam veranderd in het huidige Icelandair.
In 1990 voegde de luchtvaartmaatschappij Amsterdam aan haar bestemmingen toe en in 2010 kwam daar Brussel bij. In 2012 vierde de luchtvaartmaatschappij haar 75-jarig bestaan.
In maart 2021 fuseerde Air Iceland Connect met Icelandair, en sindsdien worden zowel internationale, regionale als binnenlandse vluchten onder de merknaam Icelandair uitgevoerd.

## Huidige situatie
Icelandair is de nationale luchtvaartmaatschappij van IJsland, en is een lid van IATA en van de Association of European Airlines. In 2024 vervoerde de luchtvaartmaatschappij 4.665.641 passagiers, een stijging van 9% ten opzichte van 2023.
Verhoudingsgewijs is Icelandair een grote luchtvaartmaatschappij voor een klein land met ongeveer 395.000 inwoners. Dit is te verklaren door het grote aantal passagiers reizend van Noord-Amerika naar Europa en omgekeerd, dat in IJsland overstapt. De luchtvaartmaatschappij noemt het maken van een Stopover tijdens een trans-Atlantische vlucht als een van haar ´unique selling points´, en biedt die service zonder toeslag op de ticketprijs aan. Het geeft passagiers de mogelijkheid kennis te maken met IJsland als bestemming.
Icelandair onderhoudt lijnvluchten van luchthaven Keflavík naar 3 luchthavens in Canada, 16 luchthavens in de Verenigde Staten, en ruim 35 luchthavens in Europa. Er wordt het hele jaar door 10 - 14 keer per week gevlogen naar Amsterdam, en het hele jaar door 3 - 7 keer per week naar Brussel.

## Bestemmingen
Icelandair biedt lijnvluchten vanuit haar hubs Keflavik International Airport en Reykjavik Domestic Airport aan naar:
| Land                | Bestemming   | Luchthaven                                     | Info                                |
| ------------------- | ------------ | ---------------------------------------------- | ----------------------------------- |
| België              | Brussel      | Brussels Airport                               |                                     |
| Canada              | Halifax      | Halifax Stanfield International Airport        | Seizoensgebonden                    |
| Canada              | Toronto      | Toronto Pearson International Airport          |                                     |
| Canada              | Vancouver    | Vancouver International Airport                |                                     |
| Denemarken          | Billund      | Luchthaven Billund                             | Seizoensgebonden                    |
| Denemarken          | Kopenhagen   | Luchthaven Kopenhagen, Kastrup                 |                                     |
| Duitsland           | Berlijn      | Berlijn Brandenburg Airport                    |                                     |
| Duitsland           | Frankfurt    | Frankfurt Airport                              |                                     |
| Duitsland           | Hamburg      | Hamburg Airport                                | Seizoensgebonden                    |
| Duitsland           | München      | Munchen Airport                                |                                     |
| Faeröer             | Faeröer      | Luchthaven Vágar                               | Seizoensgebonden                    |
| Finland             | Helsinki     | Helsinki Airport                               |                                     |
| Frankrijk           | Nice         | Nice Côte d'Azur Airport                       | Seizoensgebonden                    |
| Frankrijk           | Parijs       | Parijs Charles de Gaulle Airport               |                                     |
| Groenland           | Ilulissat    | Ilulissat Airport                              | Seizoensgebonden                    |
| Groenland           | Kulusuk      | Luchthaven Kulusuk                             |                                     |
| Groenland           | Narsarsuaq   | Narsarsuaq Airport                             | Seizoensgebonden                    |
| Groenland           | Nuuk         | Luchthaven Nuuk                                |                                     |
| Ierland             | Dublin       | Dublin Airport                                 |                                     |
| IJsland             | Akureyri     | Akureyri Airport                               | Van/naar Reykjavik Domestic Airport |
| IJsland             | Egilsstaðir  | Egilsstaðir Airport                            | Van/naar Reykjavik Domestic Airport |
| IJsland             | Höfn         | Höfn Airport                                   | Van/naar Reykjavik Domestic Airport |
| IJsland             | Ísafjörður   | Ísafjörður Airport                             | Van/naar Reykjavik Domestic Airport |
| IJsland             | Reykjavik    | Keflavik International Airport                 | Hub voor internationale vluchten    |
| IJsland             | Reykjavik    | Reykjavik Domestic Airport                     | Hub voor binnenlandse vluchten      |
| Italië              | Milaan       | Milaan-Malpensa                                | Seizoensgebonden                    |
| Italië              | Rome         | Rome-Fiumucino                                 |                                     |
| Italië              | Verona       | Luchthaven Verona                              | Seizoensgebonden                    |
| Nederland           | Amsterdam    | Amsterdam Airport Schiphol                     |                                     |
| Noorwegen           | Bergen       | Bergen-Flesland                                | Seizoensgebonden                    |
| Noorwegen           | Oslo         | Oslo-Gardermoen                                |                                     |
| Oostenrijk          | Innsbruck    | Luchthaven Innsbruck                           | Seizoensgebonden                    |
| Oostenrijk          | Salzburg     | Luchthaven Salzburg                            | Seizoensgebonden                    |
| Portugal            | Lissabon     | Luchthaven Lissabon                            |                                     |
| Spanje              | Alicante     | Alicante-Elche                                 |                                     |
| Spanje              | Barcelona    | Barcelona-El Prat                              |                                     |
| Spanje              | Gran Canaria | Las Palmas                                     | Seizoensgebonden                    |
| Spanje              | Malaga       | Malaga-Costa Del Sol                           | Seizoensgebonden                    |
| Spanje              | Tenerife     | Tenerife-South                                 |                                     |
| Tsjechië            | Praag        | Luchthaven Praag                               | Seizoensgebonden                    |
| Turkije             | Istanbul     | Istanbul Airport                               | Vanaf 5 september 2025              |
| Verenigd Koninkrijk | Edinburgh    | Edinburgh Airport                              | Seizoensgebonden                    |
| Verenigd Koninkrijk | Glasgow      | Glasgow International Airport                  |                                     |
| Verenigd Koninkrijk | Londen       | Londen-Gatwick                                 |                                     |
| Verenigd Koninkrijk | Londen       | Londen-Heathrow                                |                                     |
| Verenigd Koninkrijk | Manchester   | Manchester Airport                             |                                     |
| Verenigde Staten    | Baltimore    | Baltimore/Washington Thurgood Marshall Airport |                                     |
| Verenigde Staten    | Boston       | Boston-Logan International Airport             |                                     |
| Verenigde Staten    | Chicago      | Chicago-O´Hare International Airport           |                                     |
| Verenigde Staten    | Denver       | Denver International Airport                   | Seizoensgebonden                    |
| Verenigde Staten    | Detroit      | Detroit Metropolitan Wayne County Airport      | Seizoensgebonden                    |
| Verenigde Staten    | Miami        | Miami International Airport                    | Seizoensgebonden                    |
| Verenigde Staten    | Minneapolis  | Minneapolis-Saint Paul International Airport   | Seizoensgebonden                    |
| Verenigde Staten    | Nashville    | Nashville International Airport                | Seizoensgebonden                    |
| Verenigde Staten    | New York     | John F. Kennedy International Airport          |                                     |
| Verenigde Staten    | Newark       | Newark Liberty International Airport           |                                     |
| Verenigde Staten    | Orlando      | Orlando International Airport                  |                                     |
| Verenigde Staten    | Pittsburgh   | Pittsburgh International Airport               | Seizoensgebonden                    |
| Verenigde Staten    | Portland     | Portland International Airport                 | Seizoensgebonden                    |
| Verenigde Staten    | Raleigh      | Raleigh-Durham International Airport           |                                     |
| Verenigde Staten    | Seattle      | Seattle-Tacoma International Airport           |                                     |
| Verenigde Staten    | Washington   | Washington Dulles International Airport        |                                     |
| Zweden              | Göteborg     | Göteborg Landvetter                            | Seizoensgebonden                    |
| Zweden              | Stockholm    | Stockholm-Arlanda                              |                                     |
| Zwitserland         | Genève       | Geneve Airport                                 | Seizoensgebonden                    |
| Zwitserland         | Zürich       | Zürich Airport                                 |                                     |

### Codeshare-overeenkomsten
Icelandair heeft codeshare-overeenkomsten met de volgende luchtvaartmaatschappijen:
- airBaltic
- Air Greenland (vanaf medio 2025)
- Air India[2]
- Alaska Airlines
- Atlantic Airways
- Emirates
- Finnair
- ITA Airways
- JetBlue
- Scandinavian Airlines
- Southwest Airlines
- TAP Air Portugal
- Turkish Airlines

Daarnaast neemt Icelandair ook deel aan het Worldwide by EasyJet programma.

## Vloot
De meeste vliegtuigen van Icelandair dragen de namen van IJslandse vulkanen.
Bijna alle vliegtuigen uit de vloot zijn uitgerust met Wi-Fi van Row44 (Global Eagle).
De vloot van Icelandair bestaat in april 2024 uit de volgende vliegtuigen:

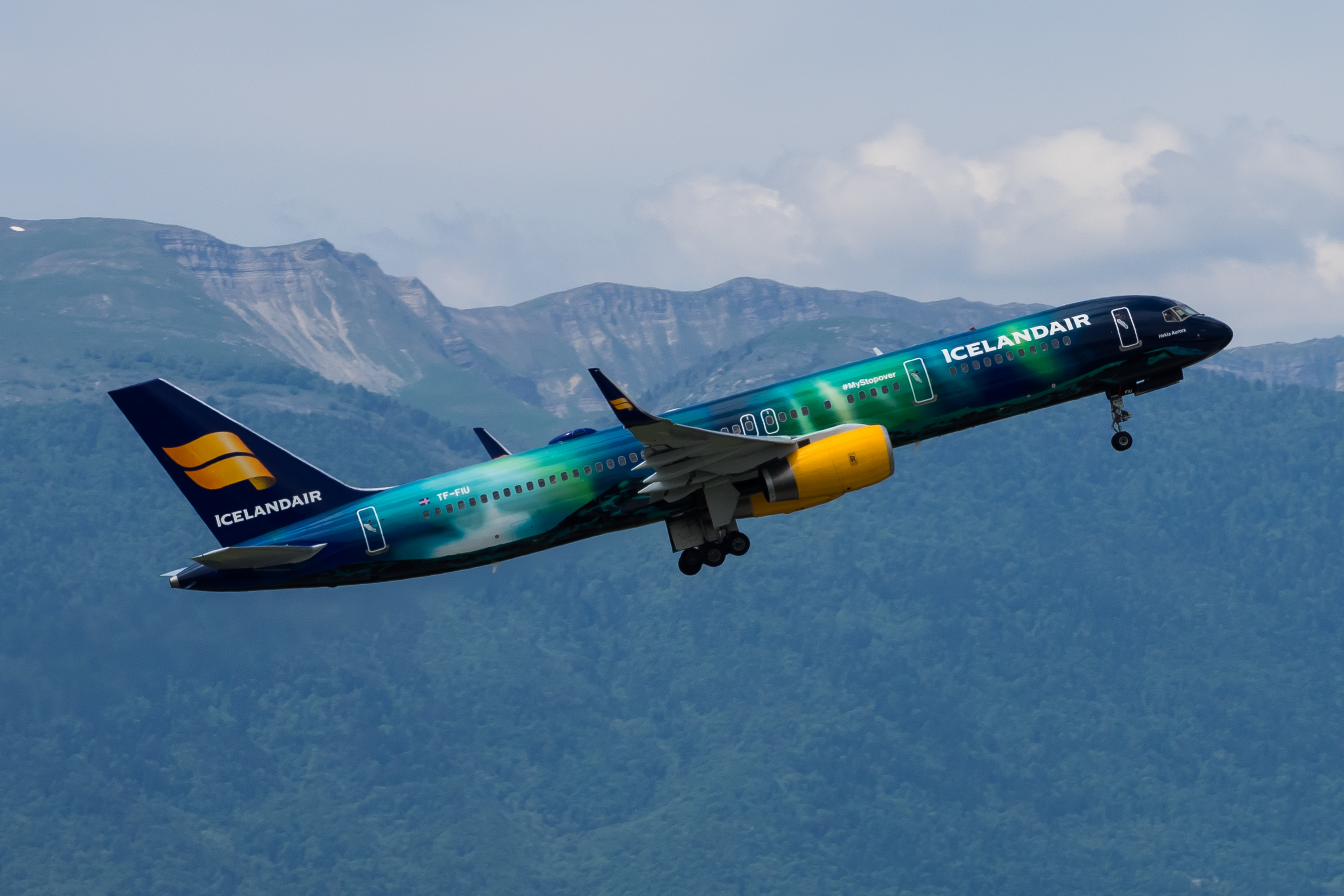
Een Icelandair Boeing 757-200 gespoten in het poollicht 'livery'.

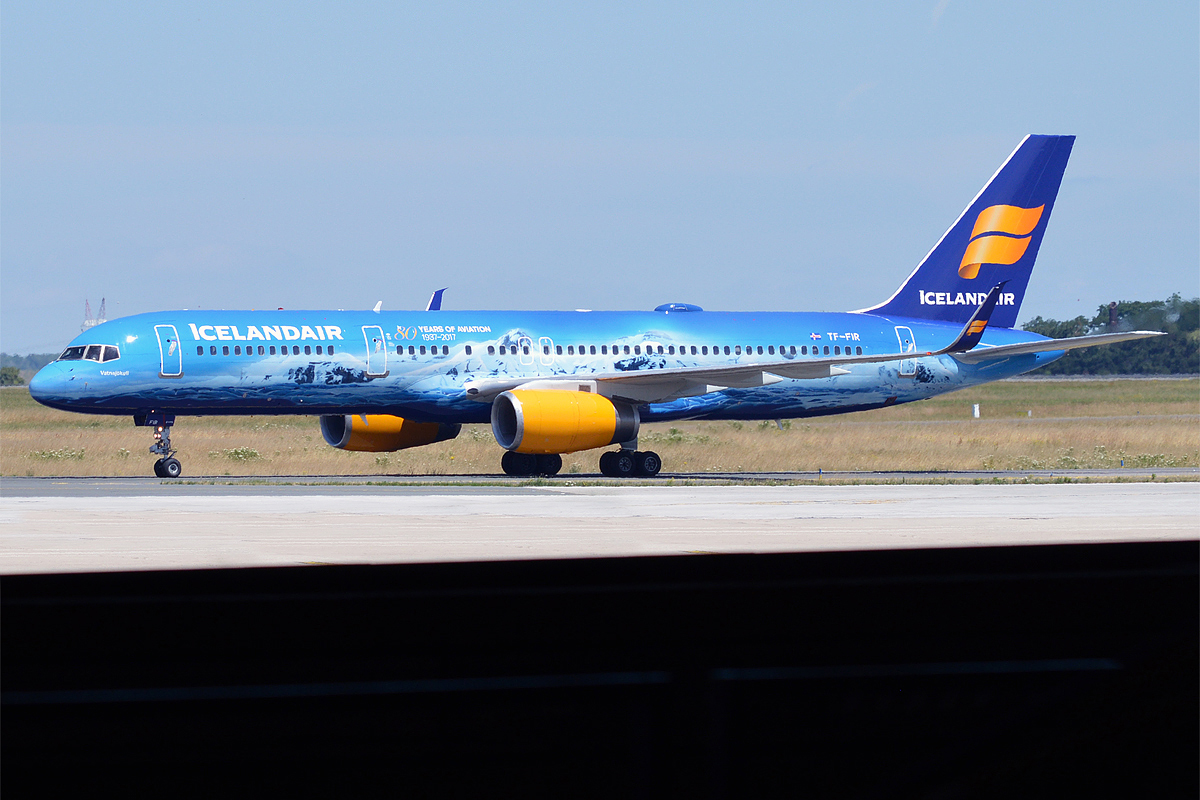
Een Icelandair Boeing 757-200 gespoten in het Vatnajökull gletsjer 'livery').

| Vliegtuig                      | In dienst | Bestellingen | Passagiers | Passagiers | Passagiers |  |
| Vliegtuig                      | In dienst | Bestellingen | B          | E          | Totaal     |  |
| ------------------------------ | --------- | ------------ | ---------- | ---------- | ---------- |  |
| Airbus A321LR                  | 4         | 3            | 22         | 165        | 187        |  |
| Airbus A321XLR                 | -         | 13           | TBA        | TBA        | TBA        |  |
| Boeing 737 MAX 8               | 17        | 0            | 16         | 144        | 160        |  |
| Boeing 737 MAX 9               | 4         | 0            | 16         | 162        | 178        |  |
| Boeing 757-200                 | 8         | 0            | 20-22      | 161-164    | 183-184    |  |
| Boeing 767-300                 | 3         | 0            | 25         | 237        | 262        |  |
| De Havilland Canada Dash 8-200 | 3         | 0            | 0          | 37         | 37         |  |
| De Havilland Canada Dash 8-400 | 3         | 0            | 0          | 76         | 76         |  |
| Totaal                         | 42        | 16           |            |            |            |  |

### Ontwikkeling van de vloot
Op 6 juli 2023 maakte de Icelandair Group bekend 13 Airbus A321XLR vliegtuigen te bestellen, met een optie op nog eens 12. De bestelde vliegtuigen zullen vanaf 2029 worden geleverd. Vanaf het vierde kwartaal van 2024 zullen tevens 4 geleasde Airbus A321LR vliegtuigen de vloot komen versterken.

### Speciale liveries
Sinds september 2018 heeft Icelandair drie vliegtuigen met een speciale ´livery´ in de vloot. Twee vliegtuigen tonen de natuurlijke schoonheid van IJsland. Eentje toont de grootste gletsjer van Europa, de Vatnajökull gletsjer. Een ander toont de kleuren van het poollicht, onderdeel van de #IcelandStopover campagne. De derde is gespoten in het rood, wit en blauw van de IJslandse vlag, ter viering van honderd jaar onafhankelijkheid (1918-2018). In 2022 maakte Icelandair haar nieuwe livery en huisstijl bekend.

## Reisklassen
Icelandair kent twee reisklasses: Economy Class en Business Class.

### Economy Class
In Economy Class wordt 81 cm beenruimte geboden, de stoelindeling is 3 - 3 in de Airbus A321LR en de Boeing 757s en 737s, en 2 - 3 - 2 in de Boeing 767s. Ruimbagage is bij een Economy Standard of Economy Flex ticket altijd inclusief; voor vluchten binnen Europa en voor vluchten van Europa naar Noord-Amerika mag een stuk ruimbagage van 23 kg worden ingecheckt. Voor passagiers reizend in Economy Light is geen ruimbagage inclusief.
Maaltijden zijn tegen betaling verkrijgbaar; koffie, thee en water is gratis. Passagiers kunnen gebruik maken van een eigen in flight entertainment systeem, Wi-Fi is tegen betaling verkrijgbaar.

### Business Class
In Business Class, bij Icelandair Saga Premium genaamd, wordt 101 cm beenruimte geboden, de stoelindeling is 2 - 2 in de Airbus A321LR en de Boeing 757s en 737s en 2 - 1 - 2 in de Boeing 767s. Ruimbagage is in Business Class altijd inclusief; voor vluchten binnen Europa en voor vluchten van Europa naar Noord-Amerika en vice versa mogen twee stuks ruimbagage van 32 kg worden ingecheckt.
Maaltijden worden à la carte aangeboden, en alle (alcoholische) dranken zijn inclusief. Wi-Fi is voor Business Class passagiers gratis, ook mogen passagiers gebruikmaken van de Icelandair Saga Lounge op Keflavik International Airport.

## Saga Club
Icelandair biedt passagiers de mogelijkheid tot het sparen van frequent flyer punten.
Het frequent flyer programma van Icelandair heet Saga Club.
Passagiers kunnen punten sparen op vluchten van Icelandair, Alaska Airlines en JetBlue.
Tevens kunnen er punten worden gespaard bij diverse hotels en autoverhuurbedrijven.

## Icelandair Group
Icelandair is een van de vier bedrijven van de Icelandair Group. De groep is de spil van de snelgroeiende toeristenindustrie in IJsland, en omvat Icelandair, Icelandair Cargo, Loftleidir-Icelandic en VITA.
Icelandair Cargo is een vrachtluchtvaartmaatschappij en richt zich op vrachtvervoer van en naar IJsland, met 1 Boeing 767.
Loftleidir-Icelandic is een leasemaatschappij en beschikt over 5 Boeing 757s, 3 Boeing 767s, 3 Boeing 737s en 1 DHC-8.
VITA is een IJslandse touroperator die vakanties aanbiedt op de IJslandse markt.